# Eduard Klezla
Eduard Klezla (* 18. října 1961 Vítkov) je český operní pěvec, hudební pedagog
a hlasový poradce. Pracoval také jako pedagogický poradce bývalého ministra školství Josefa Dobeše.

Po studiu zpěvu na ostravské konzervatoři studoval na pražské HAMU.
Již během svých studií vystupoval v zahraničí,
po absolutoriu studia na AMU působil v Komorní opeře Praha kde zpíval zejména role pocházející z operního díla Wolfganga Amadea Mozarta. Následovalo hostování v operních domech v Německu, Itálii a Švýcarsku,
vystupování na festivalu Pražské jaro, nahrávky pro japonskou televizi, nahrávky CD disků, angažmá ve Státní opeře Praha, vystupování ve Španělsku a Rakousku, hostování v Národním divadle.

## Pedagogická a poradenská činnost
Zpěv populární hudby vyučuje na pražské DAMU a i na Konzervatoři Jaroslava Ježka.

### Hlasový poradce
Jako hlasový poradce a supervisor aktivně působil i při přípravě řady známých českých muzikálů:
- Edith Piaf – Plzeň
- Čachtická paní – Plzeň
- Dracula – Bratislava a Praha
- Evita – Praha
- Kleopatra – Praha
- Rebelové – Praha
- Lucrezia Borgia – Národní divadlo Praha
- Tři mušketýři – Praha
- Mona Lisa – Praha

## Zajímavost
Jako porotce a hlasový poradce působil v televizní pěvecké soutěži Česko hledá SuperStar, působí i jako porotce v pěvecké soutěži
ČESKO ZPÍVÁ 2011.